# Єртов Іван Данилович
Іван Данилович Єртов (рос. Иван Данилович Ертов; *1777 — †1828) — російський письменник-самоучка, любитель астрономії, перший російський космогоніст. Його книга «Зображення природних законів походження Всесвіту» (1798–1800) є науково-популярною енциклопедією астрономічних знань того часу. У ній Єртов детально виклав свою гіпотезу космогонії, згідно з якою Сонце і планети виникли з «первісних елементів», первинними властивостями яких були «протяжність, непроникність, незначна малість, притягуюча і відштовхуюча сили». У основу гіпотези був покладений закон збереження речовини. У книзі торкнулися також питання походження зірок.

## Твори
- «Начертание естественных законов происхождения вселенной» (Санкт-Петербург, 1798),
- «Картина просвещения россиян перед началом XIX в.» (1799),
- «Мысли о происхождении и образовании миров» (3-е изд., 1820),
- «Всеобщая история древних просвещенных народов» (СПб., 1824 — 25)

1. 1 2  Russian Writers 1800-1917: Tome 2 / под ред. П. А. Николаев — Москва: Большая российская энциклопедия, 1992. — Т. 2. — 623 с. — ISBN 5-85270-064-9, 5-85270-011-8